# Cesiumnitraat
Cesiumnitraat is het cesiumzout van salpeterzuur en heeft als brutoformule CsNO3. De stof komt voor als een witte hygroscopische kristallijne vaste stof, die goed oplosbaar is in water en aceton. Het is een sterke oxidator.

## Synthese
Cesiumnitraat kan worden bereid door reactie van cesiumcarbonaat of cesiumhydroxide met salpeterzuur:
{\displaystyle \mathrm {Cs_{2}CO_{3}\ +\ 2\ HNO_{3}\longrightarrow \ 2\ CsNO_{3}\ +\ H_{2}O\ +\ CO_{2}} }
{\displaystyle \mathrm {CsOH\ +\ HNO_{3}\longrightarrow \ CsNO_{3}\ +\ H_{2}O} }

## Toepassingen
Cesiumnitraat wordt, net als rubidiumnitraat, gebruikt in de pyrotechniek als infrarood-emitterende samenstellingen en als oxidator. Tevens is het een uitgangsstof voor de synthese van andere cesiumverbindingen. Het wordt ook gebruikt om optische glazen en lenzen te maken.

## Kristalstructuur en eigenschappen
Cesiumnitraat is een kristallijne vaste stof met een kubisch of hexagonaal kristalstelsel.
Cesiumnitraat zal bij verhitting ontleden in cesiumnitriet en dizuurstof:
{\displaystyle \mathrm {2\ CsNO_{3}\longrightarrow \ 2\ CsNO_{2}\ +\ O_{2}} }
Het vormt tevens twee ongewone verbindingen met salpeterzuur: mono- (CsNO3 · HNO3) en disalpeterzuur (CsNO3 · 2 HNO3).